# Dicranophorus leptodon
Dicranophorus leptodon är en hjuldjursart som beskrevs av Wiszniewski 1934. Dicranophorus leptodon ingår i släktet Dicranophorus och familjen Dicranophoridae. Inga underarter finns listade i Catalogue of Life.